# 李剑英
李剑英（1964年5月—2006年11月14日），中国人民解放军空军飞行员。
李剑英出生于河南省郑州市金水区姚桥乡，1982年进入航空学校学习， 1986年加入中国共产党。生前係空军上校，一级飞行员。
2006年驾驶一架歼-7歼击机发生事故，为避免造成民众伤亡而放弃跳伞，结果迫降失败而牺牲，死后被追授记一等功，并追授功勋飞行员金质奖章。